# 地域政党おおいた。
地域政党おおいた。は2024年に大分市、別府市の市議らによって結成された大分県の地域政党である。
2025年の大分市議会議員選挙に10名の立候補を目指すとしていた。

## 概要
結党宣言において「大分のことは大分で考え大分で決める」を掲げている。

## 党勢
結党時点では2025年の大分市議会議員選挙に10名の立候補を目指すとしていたが最終的に現職の衛藤、新人の直野、南の3名の擁立に留まった。
二月十六日に行われた大分市議会議員選挙では
衛藤、直野が当選したが南は時点で落選した。
大分市議2名、別府市議1名

## 役職
|   | 代表     | 幹事長   |
| 1 | 衛藤延洋 | 塩手悠太 |